# Чемпионат России по женской борьбе 2017
Чемпионат России по женской борьбе 2017 года прошёл с 8 по 11 июня в Каспийске (Дагестан) во Дворце спорта и молодёжи имени Али Алиева.

## Медалистки
| Весовая категория | Золото                                                   | Серебро                                         | Бронза                                                                                             |
| ----------------- | -------------------------------------------------------- | ----------------------------------------------- | -------------------------------------------------------------------------------------------------- |
| До 48 кг          | Дарья Лексина (Краснодарский край)                       | Валерия Чепсаракова (Кемеровская область)       | Надежда Соколова (Новгородская область) Анжелика Ветошкина (Санкт-Петербург)                       |
| До 53 кг          | Стальвира Оршуш (Бурятия)                                | Наталья Малышева (Хакасия)                      | Любовь Сальникова (Кемеровская область — Дагестан) Екатерина Полещук (Краснодарский край — Москва) |
| До 55 кг          | Мария Гурова (Московская область)                        | Нина Менкенова (Бурятия)                        | Марина Симонян (Москва) Вероника Чумикова (Бурятия — Чувашия)                                      |
| До 58 кг          | Валерия Коблова (Московская область — Санкт-Петербург)   | Хадижат Муртузалиева (Дагестан)                 | Алина Казымова (Якутия) Ульяна Тукуренова (Бурятия — Москва)                                       |
| До 60 кг          | Любовь Овчарова (Краснодарский край)                     | Юлия Пронцевич (Красноярский край)              | Екатерина Балданова (Ленинградская область) Наталья Федосеева (Кемеровская область)                |
| До 63 кг          | Валерия Лазинская (Московская область — Санкт-Петербург) | Инна Тражукова (Дагестан — Ульяновская область) | Татьяна Мякенькая (Брянская область) Анжела Фоменко (Москва)                                       |
| До 69 кг          | Ханум Велиева (Красноярский край)                        | Юлия Максимова (Красноярский край)              | Кристина Ерёмина (Краснодарский край) Анастасия Братчикова (Московская область)                    |
| До 75 кг          | Алёна Перепёлкина (Санкт-Петербург)                      | Анжела Катаева (Бурятия — Алания)               | Кристина Дудаева (Санкт-Петербург) Алёна Стародубцева (Красноярский край)                          |